# Shooglenifty

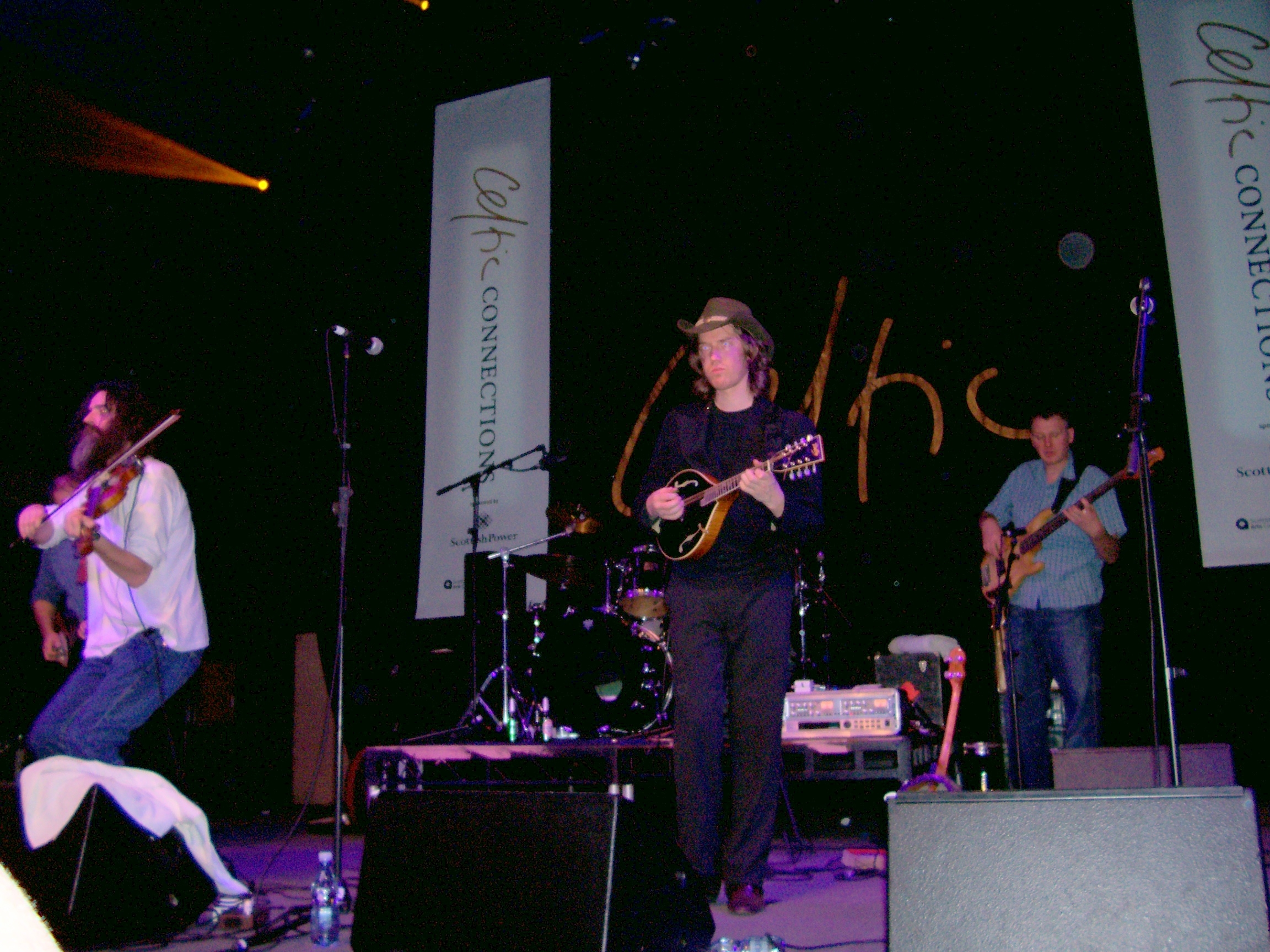
Auftritt von Shooglenifty 2007 in Glasgow während des Festivals Celtic Connections

Shooglenifty ist eine innovative britische Folkrock-Band, die aus Schottland stammt.

## Bandgeschichte
Die schottische Folkrock-Band Shooglenifty formierte sich 1990 in Edinburgh aus den Mitgliedern der bereits zuvor existierenden Cajun-Band Swamptrash (die ihren Stil selbst als „Psycho-Bluegrass“ bezeichnete). Ein Teil der Musiker hatte auch bereits Erfahrungen mit Straßenmusik gesammelt. Shooglenifty spielen rein instrumentalen Folkrock, bei dem die Melodien von Geige und Mandoline gespielt werden und die Rhythmusgruppe aus Banjo, Gitarre, Bass und Schlagzeug besteht. Shooglenifty nennen ihre Musik selbst „Acid Folk“. Viele ihrer Stücke sind hypnotisch und temporeich. Eine Eigenheit des Klangbilds von Shooglenifty ist das von Garry Finlayson entwickelte und gespielte „Banjax“, ein elektronisches, fünfsaitiges Banjo, das einen anderen Tonumfang als ein herkömmliches Banjo bietet.
Während auf den ersten beiden Alben Venus in Tweeds (1994) und A Whisky Kiss (1996) nur die genannten Instrumente zum Einsatz kamen, verwendet die Band inzwischen seit dem dritten Studio-Album Solar Sheats (2000) auch Sampler und elektronische Klänge. Der Musik ist dennoch stets ihre keltische und folkloristische Tradition anzuhören. Aufgrund der für Folkbands außergewöhnlichen Technik zählt die Band zu den innovativsten des Genres.
Kennengelernt hatten sich die Musiker der Urbesetzung einst während regelmäßiger Sessions in einer Musikkneipe in Edinburgh. Bis in die Gegenwart hat sich vom Geist dieser frühen gemeinsamen Auftritte erhalten, dass die Band nur selten probt, dafür aber umso häufiger auftritt. Entsprechend sind auch zwei der bislang vorgelegten sechs Veröffentlichungen Live-Alben. Shooglenifty waren bereits in vielen Ländern zu sehen, darunter Deutschland, Australien, Indien und Japan. Die meisten Konzerte finden naturgemäß in England bzw. Schottland statt. Im März 2006 führte eine knapp dreiwöchige Tournee abermals nach Australien.
Schlagzeuger James MacKintosh spielte bereits mit zahlreichen anderen Folk-Musikern wie Capercaillie, Mouth Music, Sola, James Grant und Michael McGoldrick. Iain McLeod, der auf den ersten beiden Studioalben an der Mandoline zu hören war, unterrichtet inzwischen Studenten auf diesem Instrument. Luke Plumb, der seit 2000 den Platz an der Mandoline eingenommen hat, war auch schon mit Simon Bradley auf Tournee.

## Besetzung

### Aktuelle Besetzung
- Malcolm Crosbie (* 1961) – Gitarre
- Garry Finlayson (* 1954) – Banjo, Banjax
- Quee Macarthur – Bass
- James MacKintosh (* 1966) – Schlagzeug
- Eilidh Shaw – Geige
- Ewan MacPherson – Mandolin/Tenor Banjo/Jaw harp
- Kaela Rowan – Gesang

### Ehemalige Mitglieder
- Iain M. MacLeod (* 1963) – Mandoline
- Conrad Ivitsky – Bass
- Angus R. Grant (* 1968) – Geige
- Luke Plumb – Mandoline

## Diskografie
- Venus In Tweeds (Greentrax/FMS) 1994
- A Whisky Kiss (Greentrax/FMS) 1996
- Live At Selwyn Hall, Box (Real World) 1996
- Solar Shears (Vertical/Indigo) 2000
- The Arms Dealer´s Daughter 2003
- Radical Maestizo – Live 2005
- Troots – 2007
- Murmichan – 2009
- The Untied Knot – 2015